# 周淑英
周淑英（1964年11月—），河北蔚县人，汉族，中国民主建国会会员。中华人民共和国政治人物、第十三届全国人民代表大会河北地区代表。
2018年2月24日，当选为第十三届全国人大代表。